# 홍주연의 행복한 아침
홍주연의 행복한 아침은 G1 Fresh-FM(원주 103.1 춘천 105.1 강릉 106.1 태백 99.3 평창 88.3MHz)에서 2013년 1월 21일부터 2017년 3월 26일까지 4년간 매일 아침 5시부터 6시까지 방송한 G1 강원민방 홍주연 기상캐스터가 진행하고 있는 라디오 프로그램이다.

## 진행
- 홍주연 기상캐스터 (여)

## 역대 진행
- 오유진 기상캐스터 (여)

## 코너소개
홍주연의 행복한 아침은 매일, 요일별로 다양한 코너로 구성되어 있다.

### [월-금요일]
- 행복페이퍼 : 마음을 따뜻하게 하는 노래가사를 읽어드립니다.

### [토요일]
- 응답하라 Oldies : 시간을 거슬러 올라가 당시의 '핫'했던 올드팝을 들어봅니다.

### [일요일]
- 선데이 실검쇼 : 한 주간 세상을 떠들썩하게 했던 실시간 검색어들을 정리해봅니다.

## 같이 보기
- G1 강원민방
- G1 Fresh-FM
- SBS 파워FM
- 펀펀투데이